# 勝又進
勝又 進（かつまた すすむ、1943年12月27日 - 2007年12月3日）は、日本の漫画家、イラストレーター。宮城県桃生郡河北町（現：石巻市）出身。

## 来歴
1943年、宮城県百生郡河北町（現：石巻市）に生まれる。父親は生まれてすぐ亡くなったと聞かされて少年時代を過ごす。
1949年8月、母きしえ病死。家を継いだ姉の重子、義兄の栄夫婦に育てられる。
1962年3月、宮城県古川工業高等学校電気科卒業。卒業後は東京の専門商社・日製産業株式会社で電子顕微鏡や理化学機器を研究者に売り込む営業マンとして3年間働いていたが、1965年3月に退職。
1965年4月、東京教育大学物理学科に入学。営業マン時代から大学で本格的に物理や化学を学びたいと思っていた。会社の寮があった千葉県柏市から東京都荒川区東尾久に転居。家庭教師や家具店の手伝いをしながら大学に通う。
この頃、大塚の古本屋で手にした『ガロ』1965年6月号に白土三平が新人に投稿を呼びかける文を見つけ、手っ取り早く仕上がる4コマ漫画を『ガロ』に投稿しはじめる。翌1966年6月、4コマ漫画が入選。漫画家として『ガロ』でデビューし『勝又進作品集』を連載。
1969年4月、同大学院理学研究科修士課程に入学。原子核物理学を専攻する。12月、埼玉県朝霞市に転居。1971年に中退し専業漫画家となる。学生時代に下宿の近所で知り合った女性と結婚。東京都内に新居を構える。
1972年3月、埼玉県朝霞市に再度転居。
1974年3月、長男誕生。4月、鉄道高校の物理・化学講師に就任（1976年3月まで）。
1977年4月、次男誕生。
1980年5月、埼玉県大宮市（現：さいたま市大宮区）に転居。
1982年1月、胃潰瘍で入院。それまでハイライトやセブンスターを1日に3箱吸うヘビースモーカーだったが入院を機に禁煙する。6月4日から7月11日まで、大宮市立漫画会館（現：さいたま市立漫画会館）で「大宮の漫画家 勝又進展」開催。
1984年2月、埼玉県川越市に転居。
1991年4月、通信制高校の単位取得をサポートする学校で、理科・数学講師および漫画クラブの顧問を務める（1994年3月まで）。6月、埼玉県所沢市に転居。
2005年3月、直腸に直径約4cmの悪性腫瘍が見つかり切除手術を受ける。11月、長男家族と同居のため東京都大田区に転居。
2006年『赤い雪』で日本漫画家協会賞大賞を受賞。
2007年12月3日、悪性黒色腫のため死去。63歳没。

## 著書

### 漫画
- わら草紙 現代漫画家自選シリーズ4 勝又進 青林堂 1971
- タンタン風狸 講談社別冊少年マガジン 1974[4]-?
- 勝又進短編集　限定1000部　青林堂　1976
- 桑いちご 勝又進 著 日本文芸社 1979 (ゴラク・コミックス)
- ふらりんこん 勝又進 著 青林堂 1981
- 木菟巷談 勝又進 著 風門社 1983
- ポンチくん 辰巳出版 1982
- ブレンドくん 辰巳出版 1983
- 赤い雪 勝又進作品集 青林工藝舎 2005
- 深海魚 青林工藝舎 2011
- 赤い雪 : 勝又進作品集 勝又進 著 青林工藝舎 2011

### 絵本
- 絵本遠野物語 勝又進 著 高文研（高校生文化研究会） 1983
- ハンザキぞろぞろ -かつまたすすむ さく PHP研究所 1980 (PHPおはなしえほん)

### その他
- 原発はなぜこわいか 勝又進 絵、天笠啓祐 文 高校生文化研究会 1980
- 原発はなぜこわいか 勝又進 絵、天笠啓祐 文 高文研 1986
- 劇画 日本国憲法の誕生 勝又進 作画 古関彰一原作・監修 高文研 1997
- 脱原発のエネルギー計画	藤田祐幸 文 高文研 1996
- まんが狭山事件 勝又進 まんが、安田聡 原案 七つ森書館 2006

### 挿絵担当
- かくされた自然 : ミクロの生態学 栗原康 著,勝又進 絵 筑摩書房 1973 (ちくま少年図書館 ; 22. 科学の本)
- ゆめみるカネじいさん 上崎美恵子 さく,勝又進 え 理論社 1976 (おはなしBook)
- ぼろきれねこちゃん 上崎美恵子 さく,かつまたすすむ え PHP研究所 1981 (こころの幼年童話)
- くちぶえふいた子だあれ 北村けんじ 作,勝又進 絵 理論社 1983 (どうわの森のおくりもの)
- ゆめみるカネじいさん 上崎美恵子 作,勝又進 画 理論社 1985 (フォア文庫)
- もし電話がなかったら 佐藤卓二 著,勝又進 絵 筑摩書房 1986 (しらべてみよう)
- おばけのびんづめ 北川幸比古 作,勝又進 絵 教育画劇 1986 (スピカの幼年どうわ)
- うみべの小さなおきゃくさま 阿部邦子 作,勝又進 絵 理論社 1987
- なぞなぞだよ!テレビおばさん 手島悠介 さく,勝又進 え 学習研究社 1987 (学研の新作幼年どうわ)
- カルガモが皇居のおほりに引っ越すのはどうしてですか 児玉浩憲 著,勝又進 え 徳間書店 1989 (母と子の理科相談室 ; 1)
- アリの巣には、なぜ雨の水が入らないのですか 児玉浩憲 著,勝又進 え 徳間書店 1989 (母と子の理科相談室 ; 2)
- 上空のオゾン層がこわれると、なぜがんがふえるのですか 児玉浩憲 著,勝又進 え 徳間書店 1989 (母と子の理科相談室 ; 3)
- ネコにつばさのある国で : テレスコープ・ワンダーランド 斉藤洋 作,勝又進 画 学習研究社 1990 (学研の新・創作シリーズ)
- 頭痛の薬は胃に入るのに、どうして頭にきくのですか 児玉浩憲 著,勝又進 え 徳間書店 1990 (母と子の理科相談室 ; 4)
- カッパ天国があぶない! 宮下全司 作,勝又進 絵 太平出版社 1990 (カッパ天国シリーズ ; 1)
- はやみみキイコッコの大てがら 宮下全司 作,勝又進 絵 大平出版社 1991 (カッパ天国シリーズ ; 2)
- てんまであがれ たこあげのはじまり 宗方あゆむ 作,勝又進 画 教育画劇 1991 (教育画劇のかみしばい. いろんなもののはじまりかみしばい)
- 電磁波 天笠啓祐 文,勝又進 絵 現代書館 1997 (For beginners science ; 1)
- きかいのなかみ 稲見辰夫 ぶん,勝又進 え 福音館書店 1997 (かがくのほん)
- 静止画資料 はじめてひこうきにのったよ ひこうき 木暮正夫 作,勝又進 画 教育画劇 2003 (教育画劇のかみしばい. のりものだいすき)